# باب استیل (هنرپیشه)
باب استیل (انگلیسی: Bob Steele؛ ۲۳ ژانویهٔ ۱۹۰۷ – ۲۱ دسامبر ۱۹۸۸) یک هنرپیشه اهل ایالات متحده آمریکا بود. وی بین سال‌های ۱۹۲۰ تا ۱۹۷۳ میلادی فعالیت می‌کرد.

## فیلم‌شناسی
از فیلم‌ها یا برنامه‌های تلویزیونی که وی در آن نقش داشته است می‌توان به خواب ابدی و موش‌ها و آدم‌ها اشاره کرد.